# Laetitia Larcher
Pour les articles homonymes, voir Larcher.
Laetitia Larcher, née le 5 juin 1986 à Marseille, est une taekwondoïste française.

## Biographie
Elle possède de nombreux titres nationaux (7 fois championne de France), et internationaux (championne d'Europe Junior, vice championne du monde junior,  championne d'Europe senior par équipe, etc.) à son actif.
Étant l'une des plus jeunes athlètes à intégrer le CREPS d'Aix en Provence et l'équipe de France de taekwondo, elle a évolué dans ce complexe auprès des plus grands noms du taekwondo français.
Mêlant sport et études, elle a obtenu son bac et remporte la médaille de bronze dans la catégorie des plus de 72 kg aux Championnats d'Europe de taekwondo 2005.
Surnommée "petit chat" ou "Titi", elle a su se faire connaître grâce à son indifférence face à ses adversaires. Alors junior combattant en senior, elle ignorait volontairement le palmarès des combattantes.